# 哈默史密斯和富勒姆區
哈默史密斯和富勒姆區（英語：London Borough of Hammersmith and Fulham）是英國英格蘭大倫敦的自治市之一，屬內倫敦的一部份，人口171,400，面積16.40平方公里。雖然著名的切尔西足球俱乐部是按照倫敦的切爾西區命名的，但事實上他们的球場並不在切爾西區境內，而在富咸區的區劃以內。

## 经济
维珍集团总部、索尼移动通信本部、西班牙国家航空总部在此。

## 友好城市
- 法國 布洛涅-比扬古

## 外部連結
- （英文）哈默史密斯-富勒姆區政府網 （页面存档备份，存于）

51°30′N 0°15′W / 51.500°N 0.250°W